# Mordellistena scalaris
Mordellistena scalaris är en skalbaggsart som beskrevs av Helmuth 1864. Mordellistena scalaris ingår i släktet Mordellistena och familjen tornbaggar. Inga underarter finns listade i Catalogue of Life.